# Chiesa di San Francesco d'Assisi e San Lorenzo martire
La chiesa dei Santi Francesco d'Assisi e Lorenzo Martire è la parrocchiale del quartiere suburbano dei Sabbioni di Crema.

## Storia

### Dalla fondazione alla soppressione del 1810

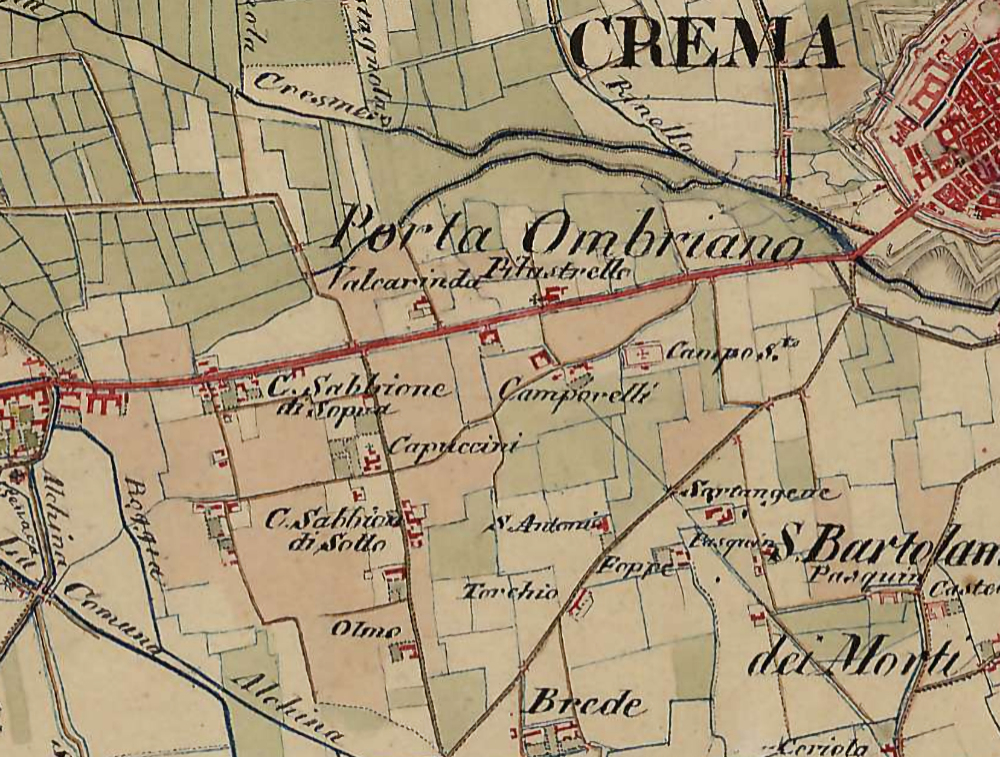
L'area dei Sabbioni nella prima metà del XIX secolo. Estratto dalla mappa Lombardei, Venedig, Parma, Modena (1818–1829) - Franziszeische Landesaufnahme, conservata presso l'Österreichisches Staatsarchiv.

L'avvio della presenza dei frati cappuccini a Crema non è noto con precisione, ma certamente risale a prima del 1575, anno in cui iniziò la costruzione del convento presso i Sabbioni. Tuttavia, è possibile ipotizzare un periodo approssimativo: le prime comunità cappuccine furono fondate da Matteo da Bascio e risale al 1528 l'emissione della bolla Religionis zelus di papa Clemente VII che dava all’ordine un riconoscimento giuridico. È quindi tra il terzo e il settimo decennio del secolo che si formò la comunità cremasca.
In città risiedevano nella Contrada del Riotorto o Contrada delle prigioni − che corrisponde all'attuale via Frecavalli − e officiavano la chiesa di San Giuseppe, tappa obbligata per i condannati a morte prima di essere accompagnati al patibolo.
Nel 1573 ai cappuccini fu offerta la chiesa di San Martino ai sensi di una delibera del Gran Consiglio cittadino; si trattava dell'edificio con annesso monastero già della Casa degli umiliati di San Martino, ordine soppresso da papa Pio V nel 1571. Tuttavia i padri cappuccini rifiutarono per ragioni non note, probabilmente era un luogo troppo grande ed imponente per il loro modo di vivere umile e dimesso.
L'anno successivo per iniziativa di diversi donatori fu offerto alla famiglia religiosa un appezzamento in località Sabbioni e il 17 aprile avvenne la posa della prima pietra alla presenza del vicario generale del vescovo di Piacenza monsignor Agostino Vimercati; per elevare il modesto convento furono utilizzati i mattoni di tre torri e un baluardo in disuso la cui demolizione fu concessa dal Consiglio generale cittadino ai sensi di una delibera del 25 ottobre. Il modesto fabbricato fu eretto in soli pochi mesi.
Per la costruzione di un oratorio annesso fu provvidenziale la visita del visitatore apostolico monsignor Gerolamo Regazzoni nel 1579; la chiesetta di San Lorenzo si trovava lungo la strada Crema-Lodi, pressappoco nei dintorni della cascina Talpa, che Monsignor Regazzoni trovò rovinata, fatiscente, senza porte e probabilmente rifugio di sbandati; ne ordinò, pertanto, la demolizione e dispose che il materiale recuperato dovesse essere impiegato per la chiesetta del convento dei capuccini, operazione compiuta qualche anno dopo nel 1582; fu lo stesso Regazzoni (su licenza del vescovo titolare, la Diocesi era stata eretta solo due anni prima) a consacrare il 5 dicembre la chiesa intitolandola a San Francesco oltre che dedicare una cappella a San Lorenzo alla memoria della chiesetta demolita.
Il Solera cita il testo di un’epigrafe che ricordava l’evento

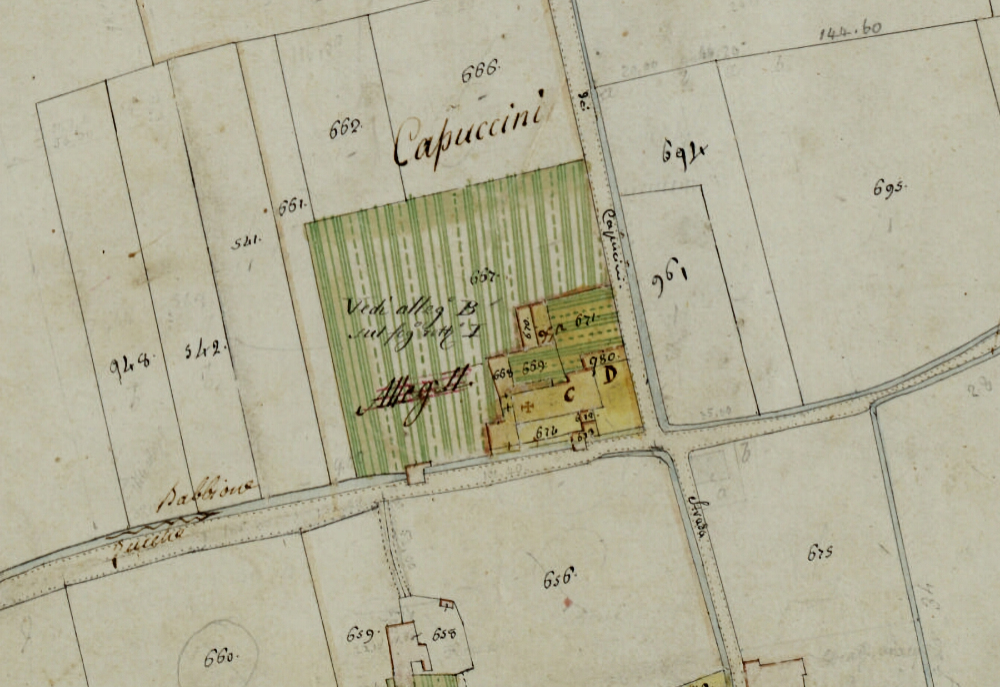
La chiesa, il convento e il vasto brolo dei Cappuccini, estratto dalla mappa Mappa originale del Comune censuario di Porta Ombriano, anni 1832-1852, conservata presso l'Archivio di Stato di Milano.

Per i frati infermi e bisognosi di cure il conte Livio Fogarolo Vimercati donò un appezzamento di terreno, l'ortaglia Santa Caterina presso il Monte di Pietà, per costruire un piccolo edificio di cinque stanze con piccola cappella, il quale, tuttavia, essendo in posto insalubre (esposto ai miasmi della palude del Moso), fu abbandonato nel 1631 per trasferire l’ospizio in alcune case già di proprietà di Roberto Benzoni presso Porta Ripalta adiacenti l'ospedale degli infermi.
Per quanto riguarda il convento e la chiesa dei Sabbioni, questi vennero ampliati già nei primi anni del seicento fino al rifacimento dell'altare consacrato dal monsignor Pietro Emo nel 1613 . Sempre per rifacimenti o spostamenti, l'altare fu nuovamente consacrato negli anni 1642 e 1654.
Il convento fu soppresso, seppur per pochi mesi, nel 1607 nel contesto di una contrapposizione politica tra il Papa e la Repubblica di Venezia.
Parecchie traversie l'ebbe, invece, l'ospizio di Porta Ripalta che fu requisito per ragioni militari nel 1701 e nel 1703 e per questo dovette subire ingenti riparazioni portate a compimento negli anni 1725-1726 con conseguente erezione della nuova cappella nel 1736 . Ulteriori danni l'ebbe nel 1768 a seguito dello scoppio di una polveriera sita presso il Cresmiero.
Nel 1780 il convento dei Sabbioni ospitò almeno mille persone evacuate dalla porzione nord del centro cittadino a causa del pericolo di un eventuale scoppio della polveriera di Santa Chiara colpita da un fulmine.
Con l'arrivo dei francesi nel 1797, per tentare di salvaguardare la chiusura del convento, la municipalità assegnò ai cappuccini la cura spirituale dell'Ospedale degli infermi; nondimeno, il convento venne alla fine soppresso nel 1805; alcuni frati continuarono a risiedervi ancora per qualche anno finché nel 1810 l'edificio fu incamerato e venduto mentre la chiesa venne assegnata al Comune di Porta Ombriano obbligando l'ente a mantenere un sacerdote per il culto.

### Ritorno dei frati e terza soppressione

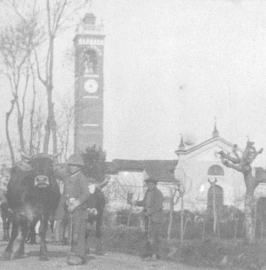
La chiesa con la facciata ottocentesca e il nuovo campanile.

A favorire al ritorno dei padri contribuì un ex cappuccino, padre Placido da Crema (Alessandro Racchetti) che lasciò al vescovo una somma di 16 mila lire affinché fosse impiegata nel caso fosse stata ricostituita la famiglia religiosa entro sei anni dalla sua scomparsa che avvenne il 26 febbraio 1839; grazie anche all'interessamento di alcuni nobili, come il conte Giacomo Mellerio che riacquistò il convento dei Sabbioni e il nobile Giovanni Battista Monticelli Strada, che si assunse l'onere di acquistare arredi e suppellettili, i superiori dell'ordine accondiscesero alla ricostituzione (1842) permettendo così di riscattare e ripristinare la struttura ormai in rovina; successivamente, con il nulla-osta imperiale del 23 dicembre 1843 i cappuccini poterono far ritorno a Crema (atto del notaio Giovanni Battista Tensini del 19 maggio 1844 nel quale si dichiarò la chiesa sussidiaria della parrocchia di Ombriano).
Nel 1848 il testatore Vincenzo Bisleri lasciò 10 mila Lire austriache affinché la chiesa, ormai angusta, fosse allungata; i lavori furono compiuti l'anno successivo.
Per qualche settimana nel convento risiedette nel 1858 padre Carlo Maria da Abbiategrasso, servo di Dio e dichiarato venerabile.
Con regio decreto n. 2732 del 30 dicembre 1865 il Comune di Porta Ombriano fu soppresso e aggregato al Comune di Ombriano al quale, quindi, passò la proprietà della chiesa.
Il convento fu soppresso (per la terza volta nella sua storia) per l'applicazione delle due leggi di eversione dell'asse ecclesiastico varate dal Regno d'Italia nel 1866 e nel 1867; parte dei frati fu accolta a Villa San Giuseppe, residenza estiva privata dell'ex vescovo di Crema monsignor Pietro Maria Ferrè mentre il convento, una volta incamerato dal demanio, fu prima concesso in affitto e quindi messo all'asta nel 1870; fu riacquistato attraverso padri capuccini prestanome al prezzo di 5.036,73 lire italiane permettendo così di ricostituire di nuovo la famiglia religiosa dei Sabbioni.
Nel 1881 vi soggiornò per un breve periodo Innocenzo da Berzo, dal 1961 venerato dalla chiesa cattolica come beato .

### La nuova chiesa

La chiesa in una cartolina della prima metà del XX secolo.

L'edificio alla fine del XIX secolo non era in buone condizioni e il campanile era pericolante; quest'ultimo fu il primo ad essere rifatto (costò circa 6 mila lire) grazie alle donazioni di un buon numero di benefattori cui seguì l'installazione delle cinque campane commissionate alla ditta Pruneri di Grosio; per la chiesa si dovette attendere ancora qualche anno raggiungendo anche un accordo con il comune che continuava a rimanere proprietario dell'edificio: per l'ampliamento i frati cedevano gratuitamente parti di terreno di loro proprietà e si sarebbero accollati le spese per il rifacimento. Il consiglio comunale acconsentì in una seduta pubblica del 1909 e il progetto della nuova fabbrica, affidato al capomastro Giovanni Crivelli, poté iniziare e fu completato nel 1913, anno in cui avvenne la solenne consacrazione ad opera di monsignor Bernardo Pizzorno.

### Seconda guerra mondiale
I frati del convento dei Sabbioni si resero partecipi alla causa di resistenza antifascista dopo il proclama Badoglio dell'8 settembre 1943. Uno tra i protagonisti fu padre Prospero da Milano che venne immediatamente attenzionato dalle autorità dopo un solenne discorso tenuto nella cattedrale nel quale invitava i giovani alla diserzione e accusava il fascismo quale causa del loro allontanamento dai principi della chiesa. Per quanto invitato alla prudenza, padre Prosperò proseguì nelle invettive e pertanto finì arrestato con l'accusa di antifascismo; fu rilasciato nel febbraio 1944, peraltro senza aver subito alcun interrogatorio; prudenzialmente la provincia cappuccina lo trasferì nel convento di Lenno.
Ma il cenobio sabbionese, su richiesta di alcuni signori della città (tra i quali il conte Terni) ospitò nell'autunno 1943 in più riprese gruppi di prigionieri inglesi rifugiati precedentemente in case private, nell'attesa che si potesse organizzare il loro trasferimento in Svizzera. Coordinatore di queste operazioni fu padre Amedeo da Artogne che, assieme a padre Prospero, raccolse anche alimenti per il convento di Bergamo da destinare ai patrioti; vi furono ospitati anche due ufficiali renitenti alla leva e due giovani figli di un uomo ebreo deportato. Alla fine, Padre Amedeo fu indiziato e pertanto dovette nascondersi nel convento di Casalpusterlengo ma fu scoperto dalle autorità repubblicane; avvisato per tempo dall'amico maresciallo dei Carabinieri Annibale Botta, la vigilia di Natale ritornò per poche ore a Crema, vestì abiti borghesi e riparò nel convento di Lenno dove, infine, grazie a guide locali poté varcare segretamente il confine; divenne cappellano di un campo svizzero di internamento per italiani e ritornò in Italia a guerra finita.

### Curazia e parrocchia

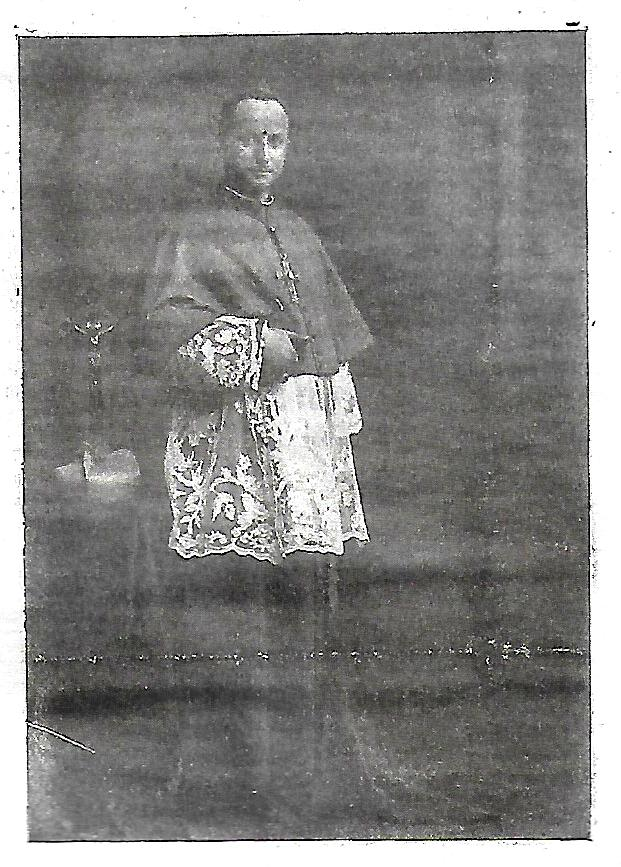
Monsignor Francesco Maria Franco, istitui la curazia nel 1948.

Già nei primi decenni del XX secolo tra gli abitanti dei Sabbioni era via via cresciuta sempre più la consapevolezza di poter essere una comunità a sé raccolta attorno a frati.
A cavallo del secolo i rapporti tra i religiosi supportati dai fedeli e la parrocchia di Ombriano non erano buoni: ai frati era demandato il compito di impartire i sacramenti, istruire la Dottrina, offrire assistenza agli infermi; ma la raccolta delle oblazioni finiva tutta a Ombriano il cui parroco mal tollerava le donazioni dei fedeli ai frati; la generale benevolenza di Monsignor Bernardo Pizzorno, ad ogni modo, accelerò il processo che portò alla costruzione della nuova chiesa.
Ad accentuare il senso di comunità furono anche l’istituzione di alcune realtà quali, nel 1910, l'avvio a Villa San Giuseppe dell'Asilo infantile di Ombriano poi trasferito nel 1926 in un nuovo edificio assieme alle scuole elementari; venne fondata la Congregazione del Terz'Ordine Francescano e sorse la Cooperativa di Consumo San Lorenzo.
Per quanto i rapporti con la parrocchia di Ombriano nel corso dei primi decenni del secolo si normalizzarono, fu naturale, quindi, l'evoluzione che portò 465 capi famiglia a firmare una petizione consegnata al vescovo Francesco Maria Franco. L'iter per ottenere l'indipendenza fu complesso, affatto privo di tensioni e contrasti anche per le titubanze dello stesso ordine provinciale ed un primo parere negativo della Sacra Congregazione di Roma; alla fine si pervenne ad una convenzione definitiva tra diocesi e ordine provinciale dei cappuccini per l'istituzione di una curazia autonoma posta sotto la diretta giurisdizione del vescovo istituita con decreto datato 10 agosto 1948 . Pochi giorni, dopo, soddisfacendo una richiesta degli abitanti del luogo, alla curazia venne aggregata la frazione Comuna di Capergnanica, molto più vicina ai Sabbioni piuttosto che al capoluogo comunale.
Nel 1960 era comunque evidente che la curazia non soddisfaceva la piena autonomia; in particolare, non godeva di alcun beneficio parrocchiale pur amministrando l'ente religioso con gli stessi oneri di una parrocchia; per questo fu lo stesso ordine provinciale a richiedere a monsignor Placido Maria Cambiaghi l'elevazione a parrocchia; il vescovo accolse la richiesta e firmò il decreto il 10 ottobre di quell'anno inquadrando la nuova istituzione nel vicariato di Capergnanica; successivamente il decreto 25 gennaio 1970, che prevedeva la soppressione dei vicariati, la parrocchia fu assegnata alla zona pastorale suburbana.
Nel 2023 i superiori cappuccini hanno elaborato un progetto di riorganizzazione della loro presenza in Lombardia, che prevede la chiusura del convento entro il 2026 a motivo della crisi vocazionale che ha colpito l'Ordine e che aveva già portato in precedenza alla chiusura di altri conventi. . La partenza dei religiosi è stata ufficialmente confermata durante un incontro tra il vescovo di Crema e il superiore provinciale dell'ordine tenutosi il 15 febbraio 2024 .

## Caratteristiche

### Esterno

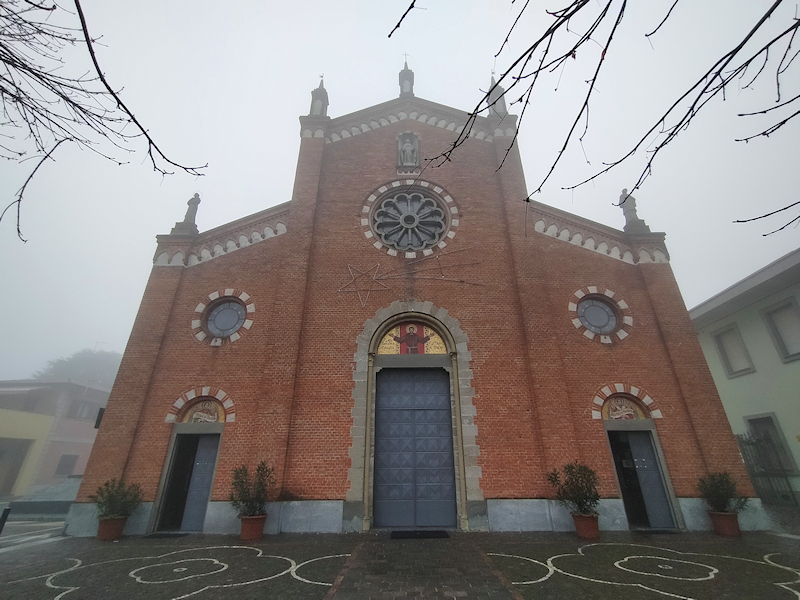
La facciata.

La chiesa ha una facciata a salienti, in mattoni a vista, tripartita da pilastri dei quali quelli più esterni sostengono le statue di San Francesco (a sinistra, al quale è dedicata la chiesa) e San Lorenzo (a destra, titolare della parrocchia). Quelli centrali terminano con pinnacoli e bandiera segnavento, un terzo pinnacolo con croce è collocato sulla sommità della parte centrale. Gli spioventi sono ornati da archetti ciechi.
Le due parti laterali sono caratterizzate da un ingresso con lunetta sagomata da mattoni bicolori che racchiude un mosaico. Sopra si apre un oculo con la stessa sobria fascia bicolore. Il portale della parte centrale ricalca lo schema di quelli laterali ma è notevolmente più alto, sopravanzato da un rosone a dodici petali e una nicchia contenente la statua della Madonna.
I tre mosaici delle lunette sono verosimilmente posteriori al 1939, anno in cui San Francesco fu proclamato patrono d'Italia e in tale ruolo ritratto al centro; in quelle laterali vi sono raffigurati degli angeli che mostrano due cartigli con le scritte PACE E BENE (a sinistra) e DIO MIO E MIO TUTTO (a destra).
Il campanile è posto lungo il lato meridionale. Prima struttura ad essere ricostruita, alla quale il Crivelli si ispirò per il rifacimento della chiesa, ha una base quadrata di circa 7,2 metri per un’altezza di 45 metri. È scandito da fasce angolari e diviso orizzontalmente da fasce intonacate ingentilite da archetti in cotto. Poco sotto la cella campanaria, a est, è posto il quadrante dell'orologio.
La cella campanaria si apre con finestre a tutto sesto, sopra le quali è posto il consueto motivo ad archetti. Conclude la torre un cornicione con dentelli, una balaustra e una forma a parallelepipedo che sorregge la statua di Cristo.

### Interno

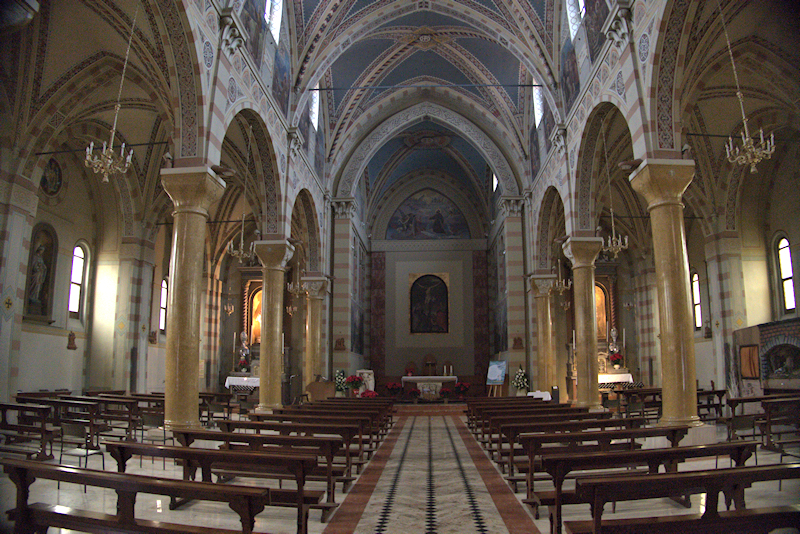
L'interno.

L'interno è a tre navate: sono divise da due file composte da tre colonne intere e due semicolonne costruite in mattoni e rivestite in marmorino che poggiano su plinti e terminano con capitelli a dado sui quali sono incisi vari cristogrammi; le colonne sono prolungate da lesene che si concludono fino alla trabeazione che circonda l'aula. Sulla trabeazione si poggiano le lunette divise da una finestra centrale con ai lati le scene della vita di San Francesco; si tratta di sedici episodi (otto  per lato) che rappresentano un ciclo pittorico sulla vita del santo di Assisi realizzati dal pittore e decoratore lodigiano Paolo Zambellini verosimilmente tra il 1915 e il 1916 e, successivamente, tra il 1922 e il 1923; raffigurano: a destra, La nascita, La missione ricevuta da San Damiano, La riparazione della chiesa di San Damiano, La presentazione della Regola al papa, La vestizione di Chiara, La predica agli uccelli, L'incontro con San Domenico, La missione presso il sultano; a sinistra, Il lupo di Gubbio, L'istituzione del Terz'Ordine Francescano, L'ottenimento dell'indulgenza per la Porziuncola, Il Presepio di Greccio, La benedizione a Frate Leone, L'impressione delle stimmate, La consolazione dell'angelo musico,  La benedizione di Assisi.

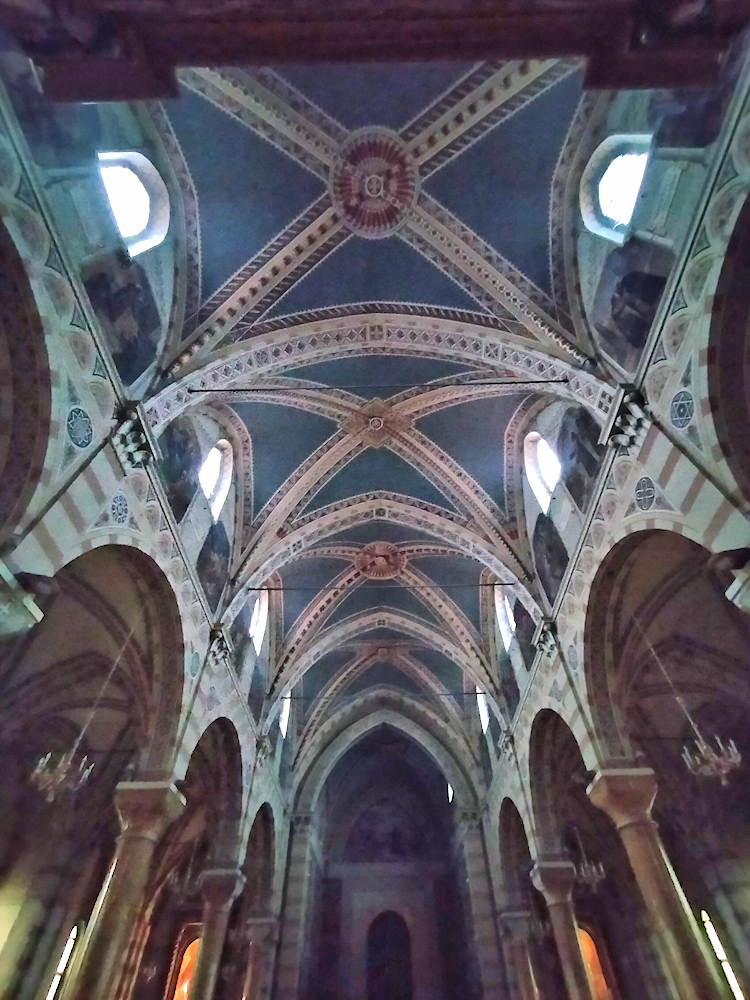
La volta.

La volta è separata in quattro parti da archi a sesto acuto con le vele dipinte di azzurro con stelline, divise in costoloni che convergono al centro in un rosone dipinto.
Anche le navate laterali, che si sviluppano su quattro campate, sono divise da archi a sesto acuto e prendono luce da lunghe monofore a strombo. Per le varie campate sono appese le stazioni della via Crucis in legno intagliato commissionate nel 1957 allo scultore bresciano Poisa in sostituzione degli affreschi dello Zambellini realizzati nel 1922 e andati persi.
Alla prima campata destra è collocato il battistero sopra una base in marmo Botticino, in marmi policromi, commissionato dal Comitato per l'erigenda parrocchia nel 1946 alla ditta Giàmoco di Crema e scolpito a Pietrasanta da un autore ignoto sulla parete si sviluppa l'affresco del Battesimo di Cristo realizzato da fra Damaso Bianchi nel 1994 e terminato da Gian Battista Omacini nel 2013 .
Alla seconda campata è appeso un quadro su tela del pittore cremonese Antonio Bottazzi, del 1848 raffigurante San Lorenzo in gloria.
Alle ultime due campate sono collocate le statue dedicate a San Francesco (sopra il confessionale) e San Lorenzo.
Sulla parete della prima campata sinistra troviamo un altro affresco di fra Damaso Bianchi che vi raffigurò in primo piano il Beato Innocenzo da Berzo; sullo sfondo fra Damaso disegnò la chiesa inquadrata, tuttavia, in un paesaggio campagnolo.
La seconda campata ha una parete spoglia mentre alla terza, sopra il confessionale, è posta la statua di Santa Elisabetta d'Ungheria, patrona del Terz'Ordine regolare francescano femminile. Alla quarta campata si trova la statua di San Giuseppe.

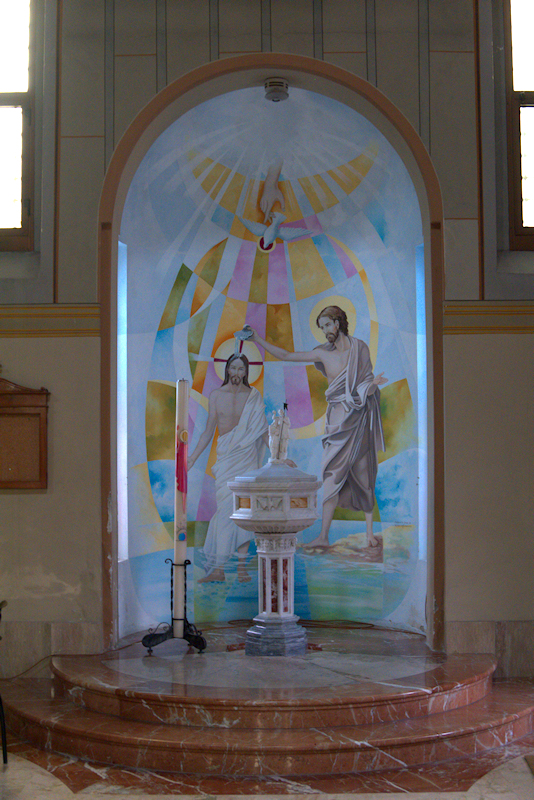
Il battistero e l'affresco di fra Damaso Bianchi.
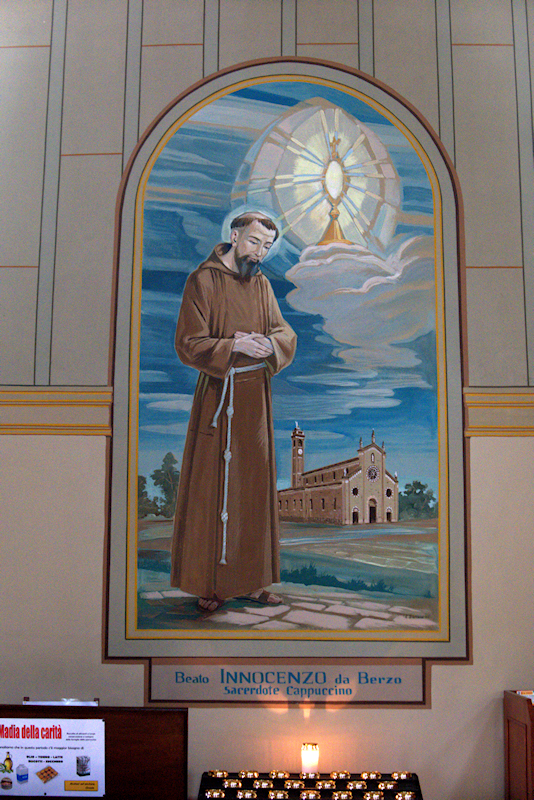
Il beato Innocenzo da Berzo ritratto da fra Damaso Bianchi.

Le due navate terminano in fondo con due cappelle quasi speculari. Hanno altari sormontati da alzate e edicola superiore. Si differenziano per le statue collocate nella nicchia centrale, il Sacro Cuore di Gesù a sinistra e Maria Immacolata a destra, e per la forma del tabernacolo.

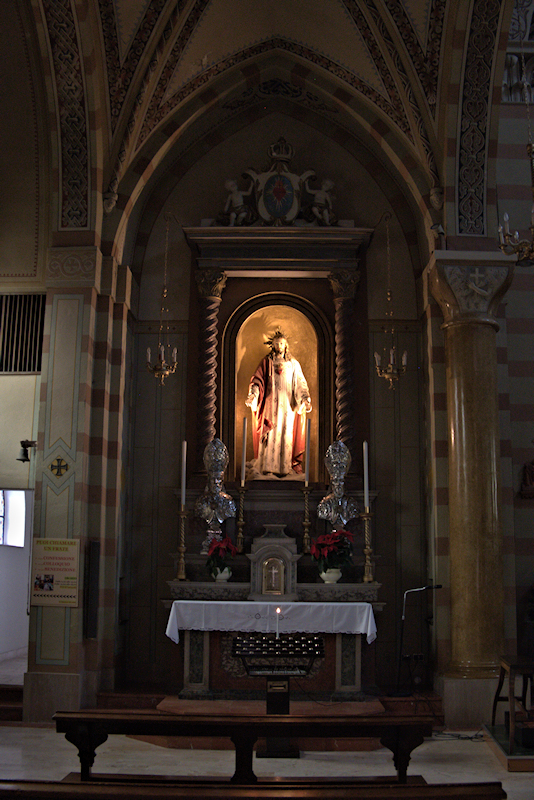
L'altare del Sacro Cuore di Gesù.
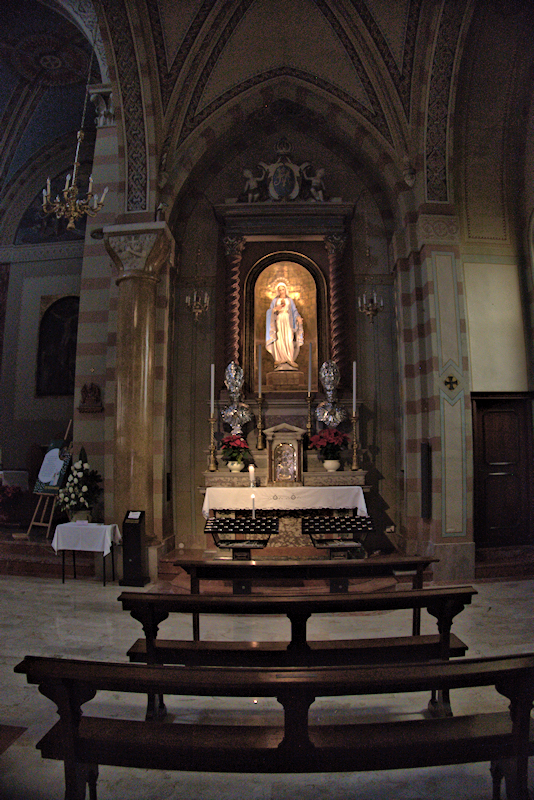
L'altare di Maria Immacolata.

L'area presbiterale fu rivista una prima volta nel 1970 per venire incontro ai nuovi dettami conciliari eliminando le balaustre e installando il nuovo altare consacrato da monsignor Carlo Manziana con alla base la scena dell'Ultima cena e la scritta FATE QUESTO IN MEMORIA DI ME. La zona è stata riordinata nuovamente nel 2010; è introdotta e termina con archi a sesto acuto e una parete piana delimita il fondo sulla quale è appesa la pala cinquecentesca di Aurelio Gatti raffigurante La Crocifissione. In alto le tre lunette di cui solo in quella di destra si apre una finestra. In quella di fondo troviamo San Francesco in gloria. La volta riprende lo schema decorativo della navata centrale, con le vele dipinte con un cielo notturno e i costoloni che si incrociano in un rosone a stucco.
Alle pareti laterali troviamo, sotto la trabeazione, quattro bifore; quelle di sinistra sono parzialmente chiuse (una finestrella serve per l'aerazione) mentre in quelle di destra vi sono collocate le canne dell'organo.
A mezza altezza il pittore Zambellini realizzò due affreschi a tempera, l' Esaltazione del Santissimo Sacramento a sinistra e l'Esaltazione della Madonna Immacolata a destra. In entrambi si riconoscono santi e beati francescani.

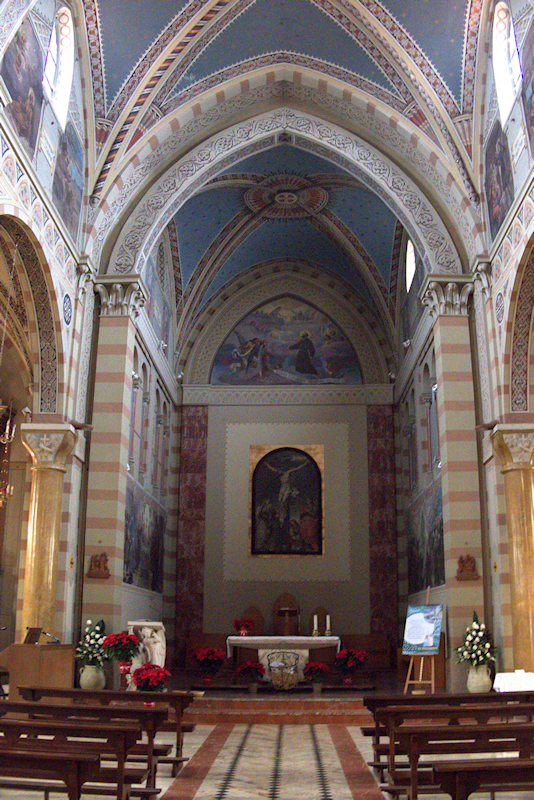
Il presbiterio.
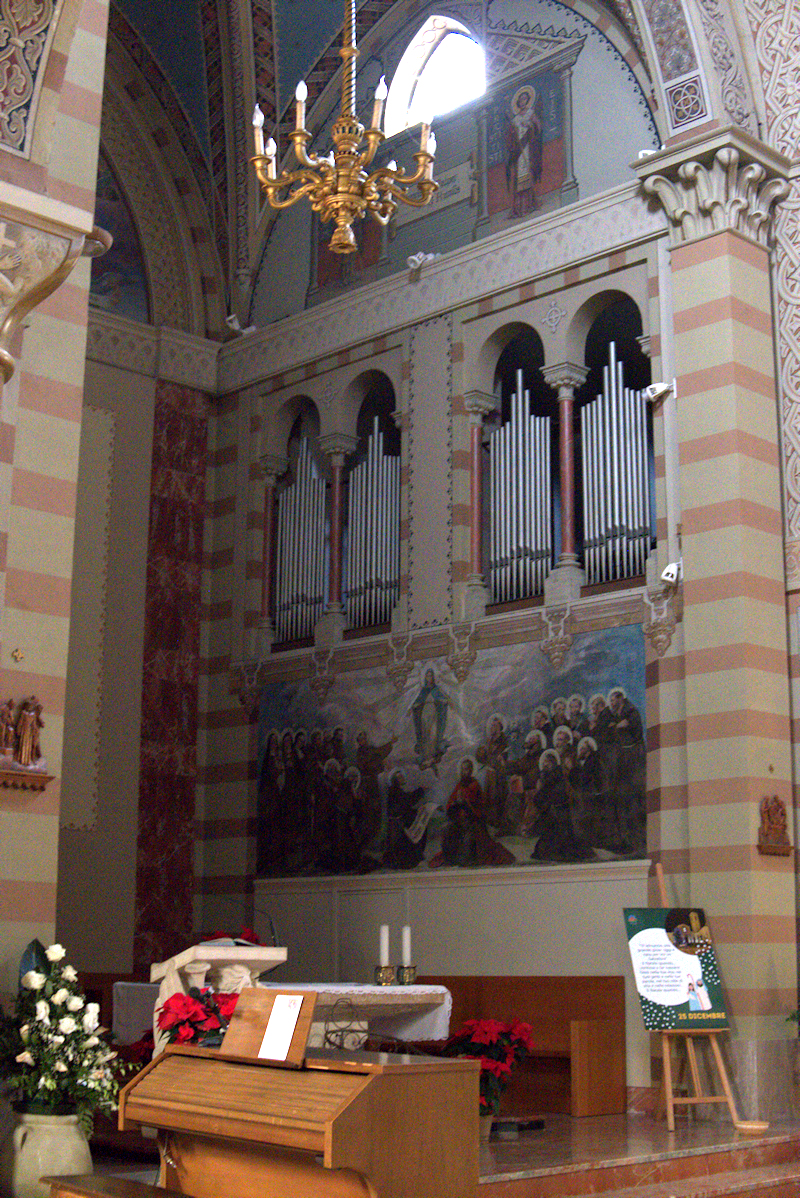
La parete destra del presbiterio con l'affresco raffigurante l''Esaltazione della Madonna Immacolata.
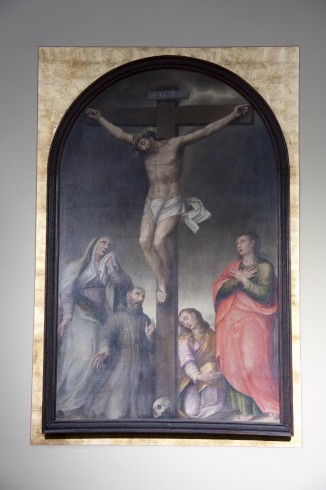
Aurelio Gatti, Cristo Crocifisso, olio su tela, 1576-1599 ca.
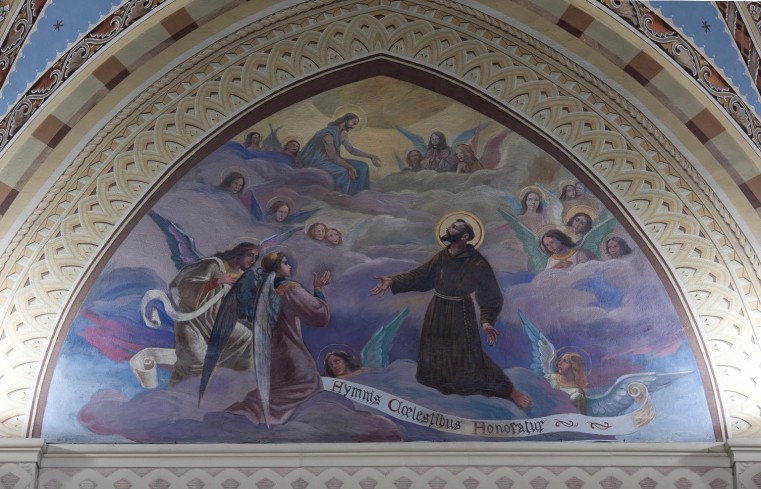
Paolo Zambellini, Glorificazione di San Francesco, affresco, 1915-1923 ca.
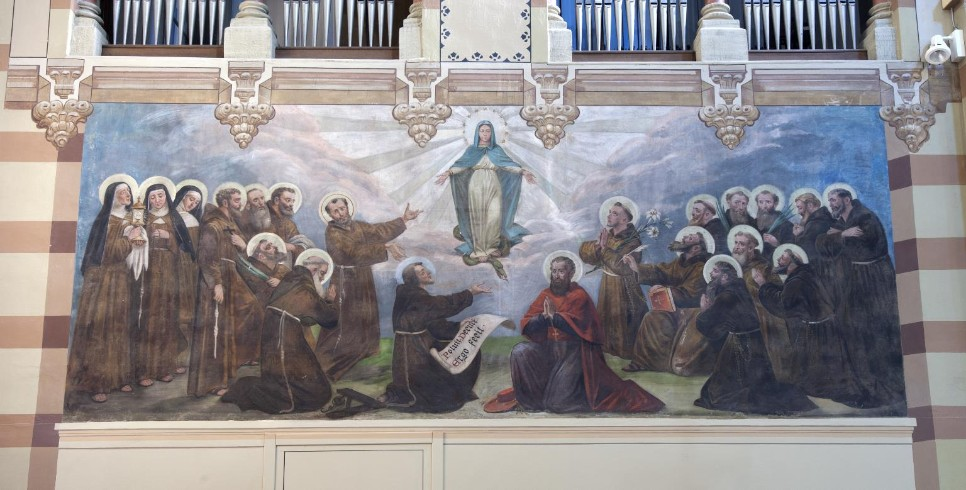
Paolo Zambellini, Immacolata Concezione con santi francescani, affresco, 1915-1923 ca.
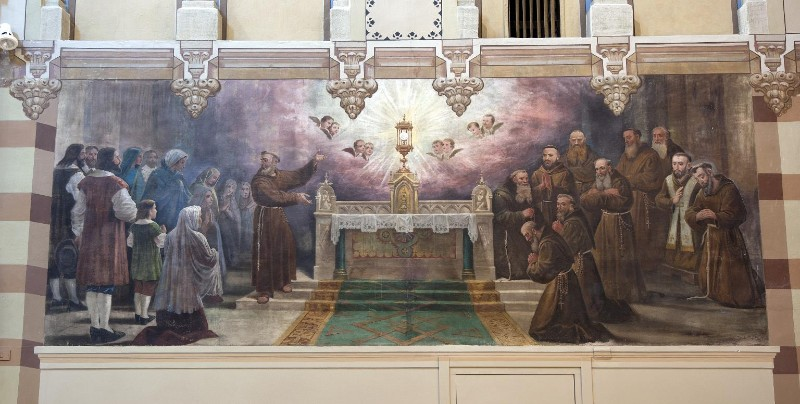
Paolo Zambellini, Esaltazione del Santissimo Sacramento, affresco, 1915-1923 ca.

L'organo, la cui consolle è posta nella navata a sinistra del presbiterio, fu costruito dalla ditta Inzoli nel 1910 ed elettrificato nel 1972. Consta di 58 tasti (Do1-La5), pedaliera concavo-radiale di 27 pedali (Do1-Re3). 8 registri con comando a placchetta. Somiere a pistoni, trasmissione elettrica.
Un'altra opera è appesa anche nel coro posto dietro la parete absidale e convertito ad eremo. Vi si trova La morte di San Francesco opera pittorica di fra Camillo Kaiser del 1859 inizialmente destinata al convento di Bergamo e fortemente voluta a Crema dal padre guardiano Innocenzo da Brescia. Il coro è illuminato da due vetrate policrome provenienti dalla cappella dell'Ospedale Bassini di Milano e qui trasferite dopo la demolizione della struttura meneghina; vi sono rappresentate le figure di San Francesco e Santa Caterina da Siena.

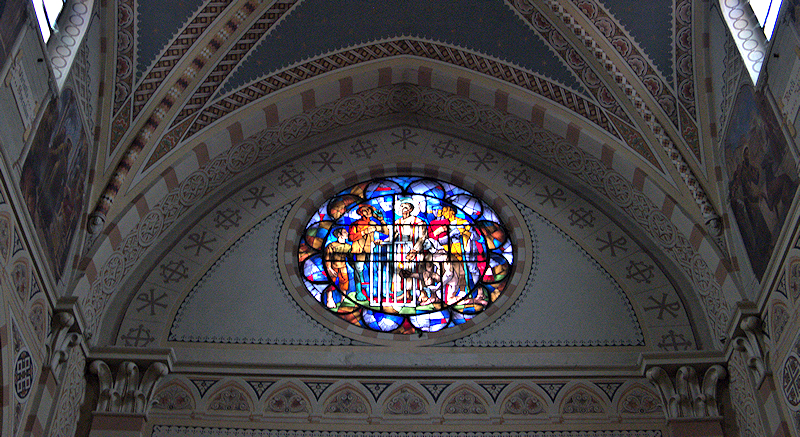
La vetrata del rosone.

In controfacciata gli ingressi sono dotati di bussole; unici elementi di rilievo sono le vetrate del rosone e degli oculi in vetri policromi. Si segnala, in particolare, quella centrale che raffigura il patrono della parrocchia, San Lorenzo sulla graticola del martirio.

## Altre opere
Il convento ospita anche le seguenti opere: un dittico di autore ignoto formato da tue tele con la Madonna e l'Arcangelo Gabriele; una Ultima cena di Vincenzo Campi (XVI secolo; infine, un dipinto firmato da Antonio Bottazzi raffigurante il Martire Lorenzo in gloria, opera del 1848.